# Parasopubia
Parasopubia – rodzaj roślin z rodziny zarazowatych (Orobanchaceae). Należą do niego cztery gatunki. Zasięg rodzaju obejmuje Półwysep Indyjski, Półwysep Indochiński i Cejlon. 

## Morfologia
PokrójRośliny zielne (byliny i rośliny roczne) oraz półkrzewy. Łodygi są prosto wzniesione, nagie lub owłosione w różnym stopniu, w tym też wełniście.
LiścieNaprzeciwległe i okółkowe, czasem w górze pędu skrętoległe, siedzące, blaszki w dole pędu są trójdzielne z łatkami wąskimi – od lancetowatych do nitkowatych, w górze pędu liście są niepodzielone.
KwiatyZebrane w szczytowy kwiatostan groniasty lub kłosowaty w zależności od obecności lub nie u różnych gatunków szypułek kwiatowych. Kielich dzwonkowaty, 5-działkowy. Korona w dole zrośnięta w długą, dzwonkowatą rurkę, w górze lejkowato rozszerzona. Ma kolor różowy do fioletowego. Pręciki są 4, schowane w rurce korony. Zalążnia dwukomorowa, jajowata lub kulistawa. Szyjka słupka zakończona główkowatym znamieniem.
OwoceTorebki zawierające liczne nasiona pokryte łupiną o siateczkowatej skulpturze.

## Systematyka
Pozycja systematyczna
Rodzaj z plemienia Buchnereae z rodziny zarazowatych (Orobanchaceae).
Wykaz gatunków
- Parasopubia bonatii H.-P.Hofm. & Eb.Fisch.
- Parasopubia delphiniifolia (L.) H.-P.Hofm. & Eb.Fisch.
- Parasopubia hofmannii Pradeep & Pramod
- Parasopubia raghavendrae K.V.Divya & Nampy